# Сан Луис Потоси
Сан Луис Потоси (шп. San Luis Potosí) је град у Мексику у савезној држави Сан Луис Потоси. Према процени из 2005. у граду је живело 685.934 становника.

## Становништво
Према подацима са пописа становништва из 2010. године, град је имао 722.772 становника.
| 1990.   | 1995.   | 2000.   | 2005.   | 2010.   |
| ------- | ------- | ------- | ------- | ------- |
| 489.238 | 586.585 | 629.208 | 685.934 | 722.772 |